# Polski Związek Pływacki
Polski Związek Pływacki (oficjalny skrót: PZP) – organizacja sportowa (związek sportowy) z siedzibą w Warszawie. 

## Historia
Założona w 1922, zrzeszająca zawodników, trenerów oraz działaczy polskiego pływania, mająca na celu organizowanie i prowadzenie współzawodnictwa w sporcie pływackim, a także reprezentowanie polskiego sportu pływackiego w krajowych i międzynarodowych organizacjach sportowych. Członek Polskiego Komitetu Olimpijskiego. Jej prezesem jest Otylia Jędrzejczak.
W latach 1950–1956 działał jako Sekcja Sportu Pływackiego Głównego Komitetu Kultury Fizycznej (GKKF). W 1957 reaktywowany w formie związku sportowego, pod obecną nazwą.
Od 1923 członek Światowej Federacji Pływackiej (FINA), a od 1926 Europejskiej Federacji Pływackiej (LEN).